# Georg Weiner
Georg Weiner (* 22. August 1895 in Dresden; † 24. Januar 1957 in Göttingen) war ein deutscher Generalmajor der Luftwaffe der Wehrmacht.

## Leben
Georg Weiner trat nach Ausbruch des Ersten Weltkrieges am 22. August 1914 in das kaiserliche Heer ein. Er diente zunächst in der Infanterie und wurde am 25. Juni 1915 zum Leutnant befördert. Nach erfolgreicher Pilotenausbildung im März 1916 an der Militärfliegerschule Halberstadt diente er in verschiedenen Flieger-Ersatz-Abteilungen, bevor er am 21. November 1916 zur Jagdstaffel 20 unter Oberleutnant Fritz Heising versetzt wurde. Innerhalb der Jasta 20 wurde er am 24. Juni 1916 schwer verwundet und in Brügge genesen, wonach er erneut in verschiedenen Flieger-Ersatz-Abteilungen fungierte. Am 1. September 1918 wurde er noch Staffelführer der Jagdstaffel 3 und wurde nach Kriegsende noch mit der Demobilisierung der Jagdstaffel 5 beauftragt. 
Er diente nachhalber noch in der Artillerie-Flieger-Staffel Großenhain und wurde in die Reichswehr übernommen, wo er zunächst bei der Kraftfahr-Abteilung 4 diente. Am 1. April 1925 wurde er zum Oberleutnant befördert und absolvierte in den nächsten Jahren ein Studium der Waffentechnik an der Technischen Hochschule Dresden, wobei er noch 1. Februar 1930 zum Hauptmann und Kompaniechef bei der 2. (Preußischen)-Kraftfahr-Abteilung avancierte. Am 21. März 1932 wurde ihm der Titel eines Diplom-Ingenieurs verliehen. Nach Machtübernahme der Nationalsozialisten wurde er am 1. April 1935 als Major in die neugegründete Luftwaffe übernommen und dort zunächst als Batteriechef in der Flak-Abteilung Lübeck in Neustrelitz. Am 15. März 1936 wurde er Leiter der militärischen Erprobung an der Erprobungsstelle der Luftwaffe in Rechlin und schon am 1. Dezember desselben Jahres in den Stab der I. Gruppe des Jagdgeschwader 137 in Bernburg versetzt. Nach mehrmonatlicher Verwendung wurde er am 1. März 1937 unter Beförderung zum Oberstleutnant zum Gruppenkommandeur der I. Gruppe des Jagdgeschwaders ernannt. Vor Beginn des Zweiten Weltkrieges wurde er noch am 1. Juni 1939 zum Oberst befördert und zum Regimentskommandeur des Flieger-Ausbildungs-Regiment 71 ernannt.
Mit Beginn des Krieges wurde er am 27. Mai 1940 zum Flughafenbereichs-Kommandanten in Jesau/Insterburg ernannt, wonach er 1941 als Luftgau-Kolonnenführer für Holland, 1942 als Luftgau-Kolonnenführer für Italien und Nordafrika und 1943 beim Stab des Luftgau-Kommando XII. diente. Am 5. Juni 1943 wurde er in das Reichsluftfahrtministerium berufen, wo er ab Juli des Jahres als Leiter des Reisestab im Luftwaffen-Personalamt wirkte. Seine Beförderung zum Generalmajor erfolgte noch am 1. Oktober des Jahres. Nachdem er am 28. Februar 1945 wegen gesundheitlicher Probleme aus dem aktiven Dienst ausschied, geriet er am 5. Oktober 1945 in sowjetische Kriegsgefangenschaft.